# ناحیه ته‌سونگ
ناحیه ته‌سونگ (کره‌ای: 대성구역; هانجا: 大城區域) بخشی از کشور کره شمالی است که در پیونگ‌یانگ واقع شده است.